# Clansystem der Somali

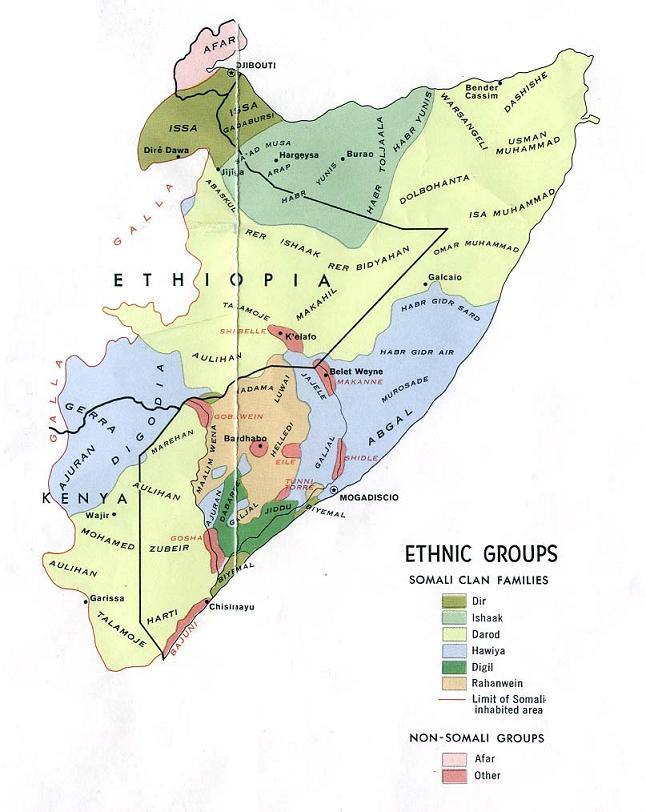
Verbreitung der Somali-Clans (1977)
Dir
Isaaq
Darod
Hawiya
Rahanweyn
Digil

Das Clansystem der Somali ist die gesellschaftliche Organisationsform des ostafrikanischen Volkes der Somali und spielt eine bedeutende Rolle in der Kultur und Politik des Landes Somalia und umliegender Somali-Gebiete. Jeder Somali gehört über seine vaterseitige Abstammungslinie (patrilinear) einer Abstammungsgruppe an, reer genannt, die Teil eines größeren Clans ist, der wiederum zu einem größeren Clanverband gehört, und so fort. Alle Clans der Somali gehören letztlich zu einer der fünf oder sechs großen Clanfamilien (qaabiil), die sich von einem gemeinsamen Stammvater herleiten. Eine solche Form der sozialen Organisation von gleichartigen und gleichrangigen Gruppierungen wird als segmentäre Gesellschaft bezeichnet.

## Allgemeines
Die großen Clanfamilien (qaabiil) sind die Hawiya, Darod, Isaaq, Rahanweyn (Reewin oder Digil-Mirifle) und Dir. Dabei werden die Digil und die Mirifle zum Teil auch als zwei verschiedene Clans betrachtet, so dass es je nach Auffassung 5 oder 6 Clanfamilien gibt. Neben diesen großen Clanfamilien gibt es kleinere Gruppen wie die Yibir und Madhibaan, die auf bestimmte Berufe begrenzt sind. Auch ethnische Minderheiten in Somalia wie die Benadiri und die „somalischen Bantu“ haben das Clansystem der Somali zum Teil als ihre gesellschaftliche Organisationsform übernommen. Die Anteile der einzelnen Clans an der Gesamtbevölkerung sind nicht zweifelsfrei bekannt und umstritten.
Die Clanzugehörigkeit wird über die Väterlinie (tol) der Abstammungsgruppe vererbt und ist anhand des Namens einer Person ersichtlich; auf den eigenen Namen folgt bei Männern und Frauen der Name des Vaters, des Großvaters, und so fort. Somali-Kinder lernen die Abfolge ihrer Vorväter über Dutzende Generationen hinweg auswendig.
Ihrer eigenen Überlieferung zufolge sollen alle Somali von Hill abstammen, der ein Nachkomme von Abu Talib gewesen sei, einem Onkel des Propheten Mohammed. Hills Nachfahre Samaale sei der gemeinsame Vorfahre der Dir, Isaaq, Darod und Hawiya, während aus Sab, einem anderen Nachfahren, die Rahanweyn/Digil-Mirifle hervorgegangen seien. Die mehrheitlich nomadisch lebenden Samaal-Clans gelten als „echte Somali“ mit reinerer arabischer Abstammung, während die mehrheitlich sesshaft lebenden Sab wegen Vermischung mit Schwarzafrikanern und „Galla“ (Oromo) genealogisch unrein sein sollen (lineally impure). Sie werden von Teilen der Samaal als nicht gleichberechtigt betrachtet und unterliegen traditionell einer gesellschaftlichen Benachteiligung.
Kleinste politische Einheiten sind die einzelnen Gruppen, die das für Verbrechen fällige Blutgeld (Arabisch diya, Somali mag „Blut“) gemeinsam bezahlen oder erhalten. Diese Gruppen werden reer genannt („Leute aus…“, „Nachkommen von…“) und umfassen jeweils bis zu Hunderten von Familien oder einige Hundert bis Tausend Männer. Wenn ein Mitglied eines solchen Clans ein Verbrechen begangen hat, beteiligen sich die übrigen Mitglieder im Rahmen einer Kollektivhaftung an der Zahlung der diya.
Gemeinsame Merkmale aller Somali-Clans sind Sprache (Somali), Religion (sunnitischer Islam) und Kultur, mit gewissen Unterschieden.

## Ursprünge
Das Clansystem wurde wahrscheinlich von der Arabischen Halbinsel eingeführt und von der patrilinearen Stammesgesellschaft der Araber beeinflusst – die vormalige Gesellschaftsform der Somali war möglicherweise über Mütterlinien organisiert (matrilinear).

## Politik und Konfliktpotenzial
Die Clans haben traditionell kein Oberhaupt mit größeren Machtbefugnissen und kaum Hierarchien und Verwaltungsstrukturen (Herrschaftsfreiheit). Die Ältesten sind Respekts- und Autoritätspersonen (Senioritätsprinzip), die in Versammlungen (shir) über Angelegenheiten des Clans wie Blutgeldzahlung oder Kriegserklärung beraten und einvernehmlich entscheiden (Konsensprinzip). Diese Versammlungen sind keine dauerhaften Institutionen, sondern werden nach Bedarf einberufen; bei größeren Konflikten können eine Art Sonderkomitees gebildet werden (guurti).
Innerhalb der Somali-Gesellschaft gibt es heute unterschiedliche Positionen zum Clansystem. Im 20. Jahrhundert betrachteten vor allem Somali, die im Ausland ausgebildet worden waren, das Clansystem als rückständig und strebten seine Abschaffung an. Im Zuge nationalistischer Bestrebungen, alle Somali in einem Staat zu einen (Groß-Somalia), wurde deren Gemeinsamkeit betont und Unterschiede zwischen Clans weniger beachtet. So gab etwa die Somalische Jugendliga (Somali Youth League) als erste politische Partei Somalias, die in den Jahren nach der Unabhängigkeit die Politik des Landes dominierte, die Clanzugehörigkeit ihrer Führungsmitglieder nicht bekannt. Der Diktator Siad Barre erklärte im Rahmen seines „wissenschaftlichen Sozialismus“ die Clans zu gesellschaftlichen Klassen, die es zu überwinden gelte. Die Erwähnung von Clan-Namen und von Begriffen, die mit dem Clansystem verbunden sind, wurde verboten und reichte bisweilen aus, um verhaftet zu werden. Dies änderte jedoch wenig an der Bedeutung des Clansystems im Alltagsleben. Barre nutzte zudem selbst das Clansystem zu seinen Gunsten, indem er Clans gegeneinander aufbrachte und sich auf bestimmte Clans als Machtbasis stützte.
Frauenrechtlerinnen kritisieren am somalischen Clansystem, dass es ausschließlich über die Männer funktioniere und Frauen praktisch keine politische Rolle darin hätten. So gründete die Friedensaktivistin Asha Haji Elmi die Bewegung Sixth Clan, um die Bedeutung der Frauen als „sechsten Clan“ hervorzuheben.
Traditionell kommt es zu Auseinandersetzungen zwischen Clans um Wasser- und Weiderechte sowie um das für Verbrechen fällige Blutgeld. Solche Konflikte können sich zu Fehden über Generationen hinweg auswachsen. Hierbei konnten kleinere, militärisch schwächere Clans Allianzen (heer oder xeer) mit stärkeren Clans eingehen, wobei sie zeremoniell „adoptiert“ wurden und die Vorfahren des anderen Clans zu ihren eigenen erklärten (sheegad). Solche Allianzen wechselten jedoch oft, und Verrat aus strategischen Gründen kam nicht selten vor. Insbesondere die Rahanweyn in Südwestsomalia nahmen zahlreiche Mitglieder – darunter auch Galla (Oromo) und Schwarzafrikaner (Jarir oder „somalische Bantu“) – durch Adoption auf, sodass in etlichen ihrer Unterclans und Abstammungsgruppen (Lineages) die ursprünglichen Clanmitglieder nur mehr eine kleine Minderheit ausmachen.
Die Clan-Ältesten sind dafür zuständig, bei Streitigkeiten innerhalb und zwischen Clans zu vermitteln. Für die Kriegsführung galten bestimmte Regeln und Ehrenkodizes, die es etwa verboten, Frauen und Kinder anzugreifen, Kleinvieh und Hausrat – die für das Überleben notwendig waren – zu plündern oder Wasserstellen zu zerstören. Diese Regeln wurden jedoch im Bürgerkrieg in Somalia vielfach gebrochen. Zu einem erhöhten Konfliktpotenzial trug auch bei, dass in der Kolonialzeit die traditionelle Rolle der Ältesten verändert worden war (zum Teil wurde ihr Einfluss geschwächt, zum Teil wurden sie mit zuvor nicht vorhandenen Machtbefugnissen ausgestattet) und dass modernere Waffen eingeführt wurden.
Im Bürgerkrieg bilden Clans oft die Machtbasis für Kriegsparteien und Warlords. Der Krieg veränderte auch in verschiedenen Fällen die politischen Beziehungen zwischen Clans. So sind die Hawiya, die in der heftig umkämpften Landeshauptstadt Mogadischu dominieren, heute bis auf niedrige Ebenen von Unter-Unter-Unterclans miteinander verfeindet. Hingegen kam es in Nordostsomalia (Puntland) zu einer Einigung der Harti, die zuvor kaum als diese gemeinsame Gruppe, sondern vielmehr als Majerteen, Dolbohanta und Warsangeli agiert hatten.

## Übersicht der Clans und Subclans
Die folgende Tabelle bietet einen (unvollständigen) Überblick über die wichtigsten Clans; neben den aufgelisteten Clans gibt es verschiedene weitere kleinere Clans, und die genannten Clans untergliedern sich in weitere Stufen von Unterclans und Lineages:
| Darod - Harti - Dhulbahante - Majeerteen - Warsengeli - Dashiishe - Mareexaan - Ogaadeen - Awrtable - Leelkase - Geri | Dir - Biimaal ( Gaadsan) - Gadabursi (Samaron) - Ciise - Isaaq (Iidoor) - Suure - Gurgure - Gariire - Gurre - Quranoyow(Garre) - Bajimaal - Jaarso - Jiido - Layiile (Reer Aw Siciid) - Akisho - Wardey | Hawiya - Karanle Hawiya - Kaariye - Kidir - Saxowle - Waadeerre ama (Murusade) - Abgal (Alternativschreibung Abgaal) - Ajuran (Ajuuraan, Ujuuraan) - Degodia - Habar Gidir - Hawadle (Xawaadle) - (Shiikhaal) (Sheekaal) - (Gaaljecel) - (Dagoodiye) - (Baadicade) - (Jiidle) | Isaaq - Habar Awal - Habar Jeclo - Habar Yonis - Eidagalla - Araab - Ayuub - Cimran | Rahanweyn (Rahanwein, Rahanwayn, Rahanwiin, Reewin, auch Digil-Mirifle; manchmal als zwei verschiedene Clans aufgefasst) - Digil - Mirifle |